# NK Vodice Šempas
Nogometni klub Vodice Šempas (tiếng Việt: Câu lạc bộ bóng đá Vodice Šempas), thường hay gọi NK Vodice Šempas hoặc đơn giản Vodice Šempas, là một câu lạc bộ bóng đá Slovenia đến từ Šempas. Câu lạc bộ được thành lập năm 1972. Câu lạc bộ trước đó có tên gọi Korotan Šempas. Hiện tại câu lạc bộ chỉ có đội hình trẻ.